# FK Trajal
Fudbalski klub Trajal (serbisch kyrillisch: Фудбалски клуб Трајал) ist ein professioneller Fußballverein aus Kruševac, Serbien. Sie treten derzeit in der Serbischen Ersten Liga an, der zweiten Liga des nationalen Ligasystems.

## Geschichte
Der Fußballverein wurde 1933 im Zuge der Entstehung des Sportvereins „Obilićevo“ gegründet. Er wurde nach der damaligen Pulvermühle „Obilićevo“ benannt. Das erste Spiel fand im November 1933 statt, dabei gewann die Mannschaft gegen den ebenfalls aus Kruševac stammenden Verein Trgovački mit 6:0.

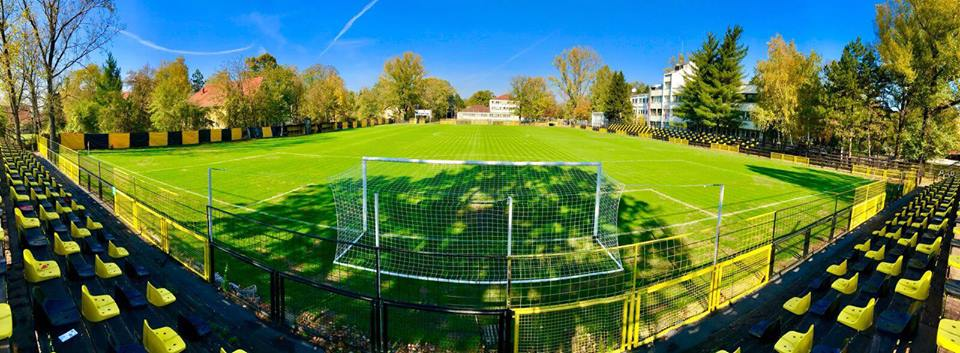
Stadion des FK Trajal in Kruševac

Der Aufstieg des FK Trajal begann im Jahr 2016, als der Verein von Vladan Gašić, dem Sohn des ehemaligen Ministers Bratislav Gašić, übernommen wurde. Der Verein nahm in der Hinrunde den letzten Platz mit 18 Punkten weniger ein als die erstplatzierte Mannschaft Šanac. Im zweiten Teil der Meisterschaft verzeichneten sie alle 15 Siege und belegten am Ende den ersten Platz mit 3 Punkten Vorsprung. Der Verein stieg Jahr für Jahr weiter auf und gelangte so von der Ersten Bezirksliga Rasinas (5. Rang) zur Ersten Liga Serbiens (2. Rang).